# Ferdinand Kulmer
Ferdinand Kulmer (Cap Martin, 1925. január 29. – Zágráb, 1998. november 11.) horvát absztrakt festőművész, grafikus, akadémikus, egyetemi tanár.

## Származása és ifjúkora
Ferdinand Kulmer 1925. január 29-én született a dél-franciaországi tengerparton fekvő Cap Martinban, ahol szülei a telet töltötték. A Kulmer család régi horvát arisztokrata család volt, amely az Osztrák–Magyar Monarchia uralma idején különösen zágrábi politikai körökben tűnt fel. A Kulmer család Karintiából származik, Horvátországba a család tagjai a 16. század folyamán a Katonai határőrvidék tisztségviselőiként kerültek. Itt házasság révén kerültek rokoni kapcsolatba Horvátország legtekintélyesebb nemesi családjaival: a zajezdi Patacsichokkal, a medvevári Sermage-okkal, a monoszlói és monyorókeréki Erdődyekkel, a trakostyáni Draskovichokkal, a Vranyczany-Dobrinovichokkal, stb. Legismertebb tagja a 19. századi jogász és politikus, Franjo Kulmer báró volt, aki mint az illír mozgalom híve vált ismertté, majd 1845 és 1848 között Szerém vármegye főispánja, majd 1848 és 1852 között az első horvát miniszter volt a bécsi udvarnál.
Ferdinánd apja Alexander Kulmer gróf, az Újgradiska melletti Csernek polgármestere, anyja d'Oberstat Edeltrud Bopp osztrák grófnő volt. Az ifjú Ferdinánd kényelmes gyermekkorát számos családi birtokon és lakóházban töltötte, tanulmányait magántanár tanítványaként folytatta. 1936-tól a bécsi kalksburgi jezsuita bentlakásos iskolába járt. Már 13 éves korában sokat utazott apjával a Földközi-tengeren, majd a következő évben az Egyesült Államokba (New York, Chicago, Detroit, Washington) is ellátogattak.
1942-ben Kulmer beiratkozott a Budapesti Képzőművészeti Főiskolára, ahol Burghardt Rezső magyar festőművésznél tanult.  Életének veszélyes időszaka volt, amikor a szövetségesek lebombázták Pestet, és a családi ház, ahol lakott rommá vált. 1945 januárjában az orosz csapatok bevonultak Budapestre, és az általános káosz, éhség és nélkülözés közepette Kulmer Zágrábba költözött. A családi vagyon nagy része elveszett, rokonaik és barátaik kiváltságos világa elszállt, és helyét átvette az új kommunista uralom. Kulmer Zágráb felsővárosában lévő lakásába vonult vissza, amely a Katalin téren található családi palota része volt. Ott nyelveket tanított, és közben 1945-től 1948-ig a Képzőművészeti Akadémiára járt, ahol Omer Mujadžić és Ljubo Babić mellett tanult. Kulmer 1948 és 1950 között különórákat is vett Đuro Tiljak festőiskolájában.  Közben nyugodtan figyelte, hogy az egykor nagy mezőgazdasági birtokokat felosztották és szisztematikusan lerombolták, sőt, személyesen vett részt a szocializmus felépítésében (például részt vett munkaakciókban). Az utolsó tulajdonosa volt Kulmer család šestinei kastélyának, valamint egy nagy tehénfarmnak, amelyet államosítottak, és az akkori zágrábi Agromljekarna kombináthoz csatoltak. Később lánya, Barbara kérte az ingatlan visszaszolgáltatását, de elveszítette a pert Zágráb városával.

## Élete
1950 és 1957 között Kulmer Krsto Hegedušić stúdiójában dolgozott. 10 év utazási tilalom után 1955-ben útlevelet és két hónapos ösztöndíjat kapott Párizsba. Neveltetése, nyelv- és kultúraismerete révén jól kihasználta a lehetőséget, új barátokat, hasznos ismeretségeket kötött, mely ajtókat nyitott számára, betekintést nyerve a művészeti világ változásaiba. Amikor visszatért Zágrábba, Kulmer ezeket az új ötleteket továbbította a helyi művészközösségnek. 1961-ben Kulmert Hegedušić asszisztensévé nevezték ki a Képzőművészeti Akadémián, 1969-ben óraadó tanár, 1975-ben pedig az akadémia rendes tanára lett, ahol 1990-ig, nyugdíjazásáig dolgozott.
Első önálló kiállítását 1961-ben tartotta a zágrábi Kortárs Művészeti Múzeumban. Kulmer a Mart művészcsoport tagja volt, majd 1969-ben egyik alapítója volt a zágrábi Galerija Forumnak. 1979-ben részt vett a Galerie d'art international párizsi kiállításon. Szokatlanul sikeres volt az együttműködése a Galerie d'art international-al, melynek köszönhetően Kulmer kollégái közül a legmagasabb árakat érte el, és művei eljutottak a legelismertebb gyűjtőkhöz (Tate galéria). Jelmezeket tervezett Vatroslav Mimica és Veljko Bulajic két filmjéhez 1974–75-ben és 1977-ben. Ferdinand Kulmer 1980-ban lett az akkori Jugoszláv Tudományos Akadémia levelező tagja, 1985-ben társult, 1991-ben pedig rendes tagjává választotta a Horvát Tudományos és Művészeti Akadémia. 1998. november 11-én halt meg Zágrábban.

## Festői munkássága
Kulmer legkorábbi munkája sajnos nem maradt fenn, így korai fejlődésének elemzése nem lehetséges. Az 1950-es években finom, félig absztrakt kompozíciókat festett csendéletekre vagy belső terekre alapozva, amelyek stilizált kalligrafikus elemeket tartalmaztak. 1955-ös párizsi látogatását követően festményein a fauvizmus, különösen Henri Matisse és Raoul Dufy hatásai kezdtek megjelenni. Az 1950-es évek végére és az 1960-as évek elejére Kulmer erősen texturált stílust alakított ki, teljesen absztrakt, felismerhető formák nélkül készített műveket. Ebből az időszakból származik a "Barna festmény", amelyet a londoni Tate Gallery vásárolt meg.
Kulmer munkásságát „eklektikusnak” minősítették, és minden bizonnyal egyike volt azoknak a művészeknek, akik az idő előrehaladtával folyamatosan új irányokba fejlődtek. Az 1960-as évek második felében munkáiban újra megjelent a kalligráfia, amely az 1970-es években olyan színes cikkcakkokká változott, amelyek a 70-es évek alkotásainak olyan erős jellemzői voltak. Utána lazább, gesztusosabb stílus felé fordult, olyan munkákkal, amelyekben táncoló kalligrafikus formák szerepeltek fekete-fehérben vagy élénk színekben, amelyeket szabályozott öntéssel alakított ki. Az 1980-as évekre Kulmer rendkívül leegyszerűsítve és stilizálva mitológiai és heraldikai motívumokat kezdett alkalmazni képein. Munkáinak textúrája az Art Informel hatását mutatta, a témái pedig a neo-expresszionizmus eszméihez kapcsolódnak. Kulmer „Pegazus kertjében” például paleolit szimbólumokat használt.
Az 1970-es években Kulmer két film díszleteit és jelmezeit készítette el. Ezek a történelmi drámák lehetőséget biztosítottak számára, hogy felnőttként feltárja saját hátterét és tapasztalatait. Ezt megelőzően munkái nem utaltak a történelemre vagy a múltra, de az 1980-as évektől erősen érezhető a gazdag díszlet, a heraldikai emblémák és a menekülés. Munkáját erős, nagyon is valóságos, szinte tapintható felületi textúra jellemzi, gazdag, összetett tónusszínnel kombinálva.

## Fő művei
- Ružičasta kuća (Rózsaszín ház), 1954.
- Glava (Fej), 1954.
- Žena u interieuru (A nő belül), 1955.
- Interieur (Belső), 1956.
- Admiral, 1957.
- Laptir (Pillangó), 1957.
- Visoka slika (Magas kép), 1960.
- Smeđa slika (Barna kép), 1960.
- Siva slika I. (Szürke kép I), 1960.
- Kompozicija (Kompozíció), 1960.
- Razgranatost II, 1965.
- Narančasto-plavo-crna kaligrafia (Narancs-kék-fekete kalligráfia), 1967.
- Susreti I, (Találkozások I.) 1966.
- Šetnja, (Séta) 1966.
- Svibanj I, (Május I.) 1969.
- Barbarosa, 1974.
- Jour Fixe, 1979.
- Veliki crni dogovor (Nagy fekete megbeszélés), 1983.
- Ratni plijen - Golijatova kacija (Hadizsákmány – Góliát sisakja), 1983.
- Ganimedov lijet, (Ganymedes nyara) 1984.
- Grifonova nježnost, (A griff gyengédsége) 1986.
- Bijeg, (Futás) 1987.
- Tri figure i pas (Három alak és kutya), 1989.
- Cvjetno lice, (Virágos arc) 1989.
- Patetični triptihon II (Patetikus triptichon), 1988.
- Cvijet za Kazimira, (Virág Kazimirnak) 1990.

## Emlékezete
2007-ben a Horvát Posta a horvát modern festészet sorozat részeként kiadott egy bélyeget Ferdinand Kulmer "Pegazus kertje" című művéről.

## Fordítás
Ez a szócikk részben vagy egészben  a   Ferdinand Kulmer című angol Wikipédia-szócikk ezen változatának fordításán alapul.  Az eredeti cikk szerkesztőit annak laptörténete sorolja fel. Ez a jelzés csupán a megfogalmazás eredetét és a szerzői jogokat jelzi, nem szolgál a cikkben szereplő információk forrásmegjelöléseként.